# Komáromi Református Kollégium
A Komáromi Református Kollégium nagy múltra visszatekintő kollégium, melynek épülete a Jókai utcában található, tágas udvar közepén. A kollégiumot 1851-es megszűnése után 1994-ben alapították újjá Calvin János Teológiai Akadémia néven, majd 2004-ben beolvadt az akkor létrehozott Selye János Egyetembe, mint Teológiai Kar.
A református főiskola a 17. század elején jött létre a triviális református iskola továbbfejlesztésével. Ekkoriban Komárom lakóinak többsége református vallású volt. A nyolcosztályos internátussal egybekötött kollégium a komáromi gyülekezet másodlelkészének, Pécseli Király Imrének köszönhetően 1607-ben kezdte meg működését. Bár az ellenreformáció 1672-ben megszüntette a kollégiumot, a felsőbb oktatás titokban tovább folyt a református népiskola keretében.

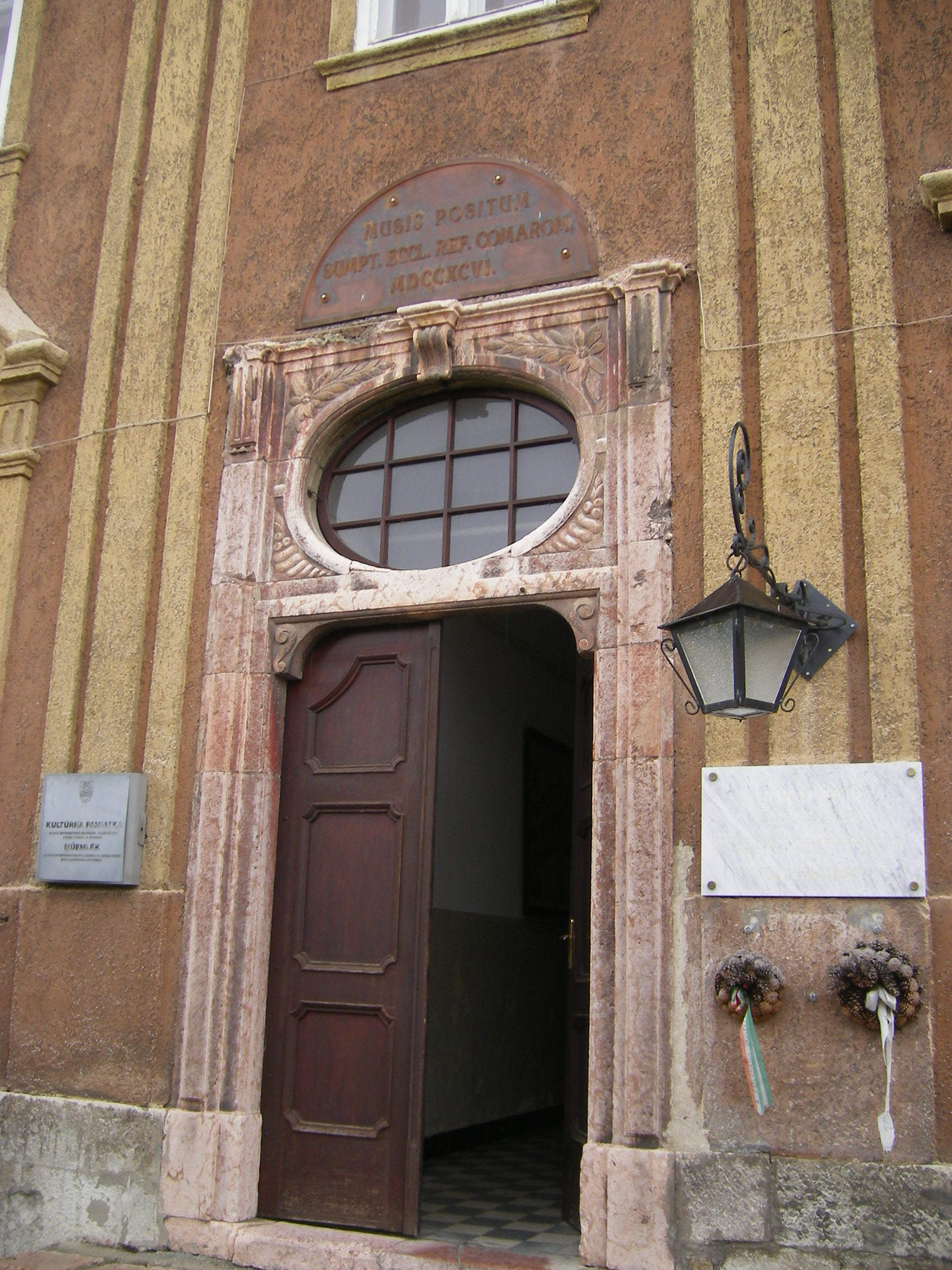
A kollégium bejárata az emléktáblával

A Türelmi rendelet révén a református egyház ismét legálisan működhetett Komáromban is. 1793-ban kérvényezték a város reformátusai a királynál iskola építésének engedélyezését, amit a következő évben meg is kaptak. A Szombathy- és Mórocz-féle nemesi telkek megvásárlása után 1795-ben megkezdődött a kollégium építése. Egyemeletes, kis bádogtornyú épülete 1796. december 28-án készült el. Berendezését a gazdag komáromi református családok vállalták. Homlokzatán vörösmárvány emléktáblát helyeztek el. A kollégium kiváló tanárai révén hamarosan rendkívül népszerű lett. Itt tanult Jókai Mór is, aki később a Felvidék Mekkájaként emlékezett a kollégiumra.
Az 1848/49-es szabadságharc idején az épületet hadikórházként hasznosították. 1851-ben megfosztották nyilvánossági jogától is. Bár megkísérelték magángimnáziumként fenntartani, 1852-ben megszűnt a tanítás. Ezután a református népiskola használta az épületet, az üres tantermeket tanítói lakásnak alakították át. Később a községi elemi iskola fiúosztályait helyezték ide. 1887-1897 között az emeleti nagyteremben tárolták a megyei és városi történeti és régészeti egylet gyűjteményét. 1896-1910 között a polgári fiúiskola használta az épületet, később lelkészlakás, hitelintézet, különféle egyletek használták. 1935-1945 között Református Tanítóképző Intézet működött itt.
Az 1950-es években a Komáromi Állami Gazdaság igazgatóságának adott otthont, majd később újra lelkészlakás lett. 1994-ben alapították meg (az 1990-ben létesült Teológiai Intézet továbbfejlesztéseként) a Calvin János Teológiai Akadémiát, mely 2004-ig működött itt, ekkortól a Selye János Egyetem Teológiai Karaként folytatja működését.
A kollégium falán helyezték el Jókai Mór és Csokonai Vitéz Mihály emléktábláját. A bejárat felett ma is megvan az 1796-ból származó emléktábla a következő felirattal:
MUSIS POSITUM SUMPT. ECCL. REF. COMAROM MDCCXCVI

## Híres diákok és tanítók
- Beke Ödön (1883–1964) nyelvész, finnugrista, az MTA tagja
- Hatvani István (1718-1786) – 1737-ben egy évig tanított itt a debreceni főiskola későbbi híres professzora.
- Jókai Mór (1825-1904) – Komárom híres író-szülötte 1837-1840 között volt az intézmény diákja.
- Katona Mihály (1764-1822) – a híres földrajztudós volt a kollégium első rektora 1796-1803 között.
- Vály Ferenc (1810-1882) – a neves tudós, Jókai későbbi sógora a kollégium igazgatója volt 1839-1847 között.